# Plaisance, Québec
Plaisance är en kommun i provinsen Québec i Kanada. Den ligger i regionen Outaouais, i den sydöstra delen av landet, 50 km öster om huvudstaden Ottawa.